# Kochajmy syrenki

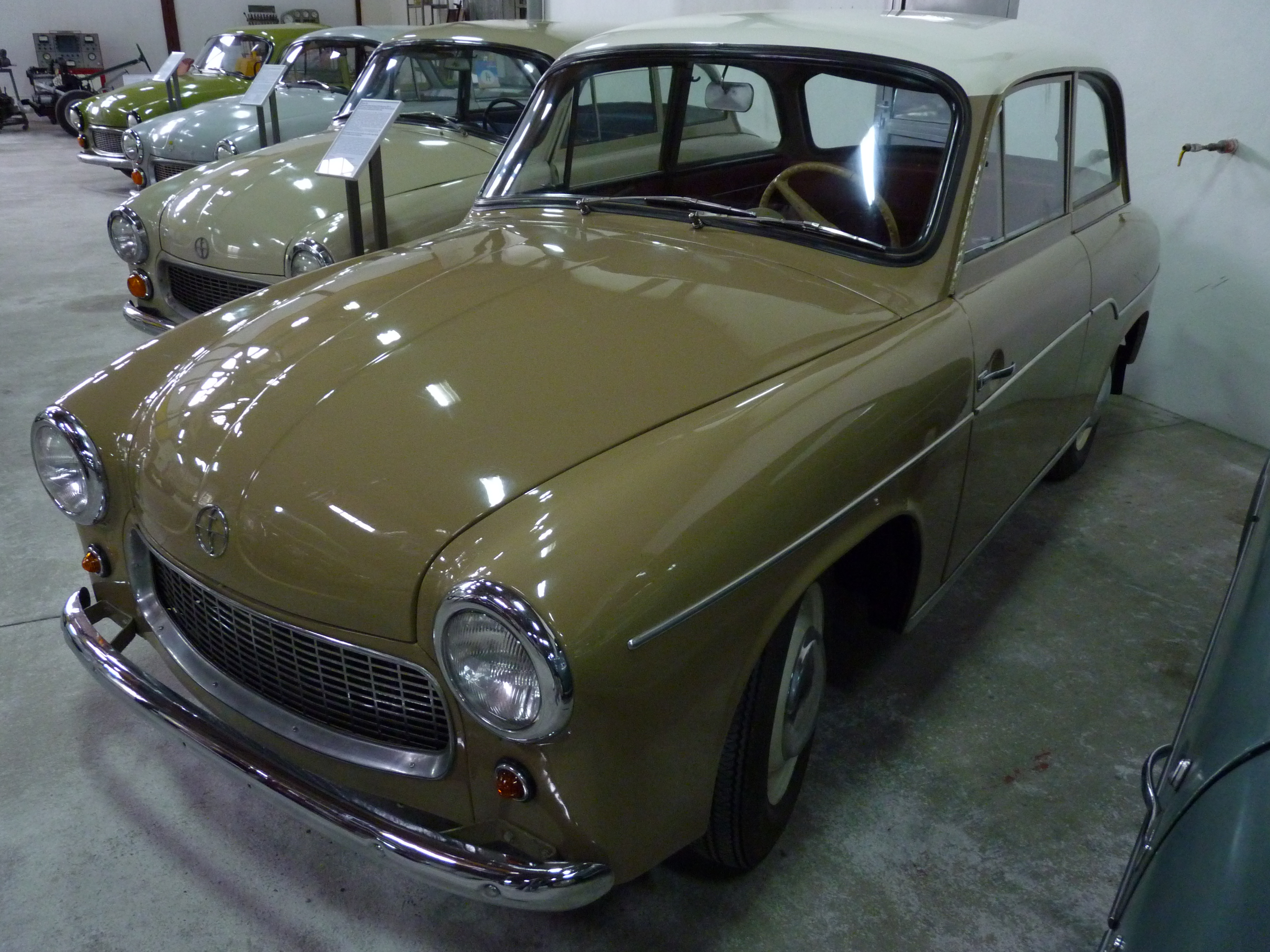
Syrena 103, auto tego typu zostało użyte w filmie

Kochajmy syrenki – polska komedia muzyczna z 1966 roku w reżyserii Jana Rutkiewicza. W filmie wystąpił zespół Tajfuny oraz zespół Janusza Senta.
Plenery: Warszawa, Mrągowo, Biskupiec, Sopot, Arturówek (część Łodzi), Olsztyn (Targ Rybny, plaża miejska, Gutkowo).
Premiera odbyła się w podwójnym pokazie z reportażem 2,5 kilograma siły Andrzeja Trzosa-Rastawieckiego.

## Fabuła
Akcja toczy się na Mazurach. Dwaj przyjaciele - Marek i Aleksander - kupują używaną, dwucylindrową syrenkę. Ponieważ do spłaty wozu brakuje im trochę pieniędzy, podejmują pracę akwizytorów. Wkrótce popadają w konflikt z muzykami Pimonowem i Łaputem.

## Obsada
- Bohdan Łazuka − Marek
- Jacek Fedorowicz − Aleksander
- Alicja Sędzińska − Dorota, solistka "Żywiołów"
- Czesław Wołłejko − Seweryn Patera, gwiazda zespołu "Jeździmy z humorkiem"
- Janusz Kłosiński − Jan Koszajtis, szef zespołu "Jeździmy z humorkiem"
- Jacek Nieżychowski − Waldemar Łaput, szef zespołu "Żywioły"
- Wojciech Rajewski − Zenon Pimonow, szef zespołu "Żywioły"
- Ludwik Benoit − dyrektor zakładu w Biskupcu
- Jerzy Bielenia − towarzysz dyrektor
- Krystyna Borowicz − recepcjonistka w hotelu w Mrągowie
- Krzysztof Chamiec − cwaniak Stypczak
- Aleksander Fogiel − właściciel warsztatu samochodowego
- Mariusz Gorczyński − Marian Anto, konferansjer i piosenkarz zespołu "Jeździmy z humorkiem"
- Bolesław Gromnicki − parodysta Dybalski
- Jerzy Karaszkiewicz − saksofonista zespołu "Żywioły"
- Czesław Lasota − prezes z Mrągowa
- Sławomir Lindner − inspektor w Biskupcu
- Zygmunt Listkiewicz − kapral
- Marian Łącz − kierowca autokaru zespołu "Jeździmy z humorkiem"
- Hanna Parysiewicz − Amerykanka
- Adam Pawlikowski − cwaniak Nurkiewicz
- Aleksander Sewruk − dewizowy myśliwy
- Witold Skaruch − zezowaty sierżant
- Witold Dębicki − pracownik biurowy w Biskupcu